# Марне-ди-Монте-Серроне
Марне-ди-Монте-Серроне (итал. Marne di Monte Serrone) — геологическая формация в Италии, датируемая примерно 181—178 миллионами лет назад и охватывающая ранний и средний тоарский ярус юрского периода центральной Италии. Это региональный эквивалент тоарских единиц Испании, таких как формация Турмиель, единиц в Черногории, таких как известняк Будош, и единиц, таких как формация Тафраут в Марокко. Литология и седиментология единицы отражают различные положения во впадине Умбрия — Марке, где слои, расположенные по направлению к Поццале, имеют типичную гемипелагическую природу, лишенную необходимого количества карбонатных осадков.
Биота формации в основном состоит из морских микробеспозвоночных и водорослей, с присутствием аммонитов и обильной пыльцы в разрезах среднего тоара. Нанопланктон является одной из наиболее представительных находок слоёв, по-видимому, отложенных с перерывами, вероятно, из-за изменений в содержании кислорода на морском дне.